# برایان سیبلی

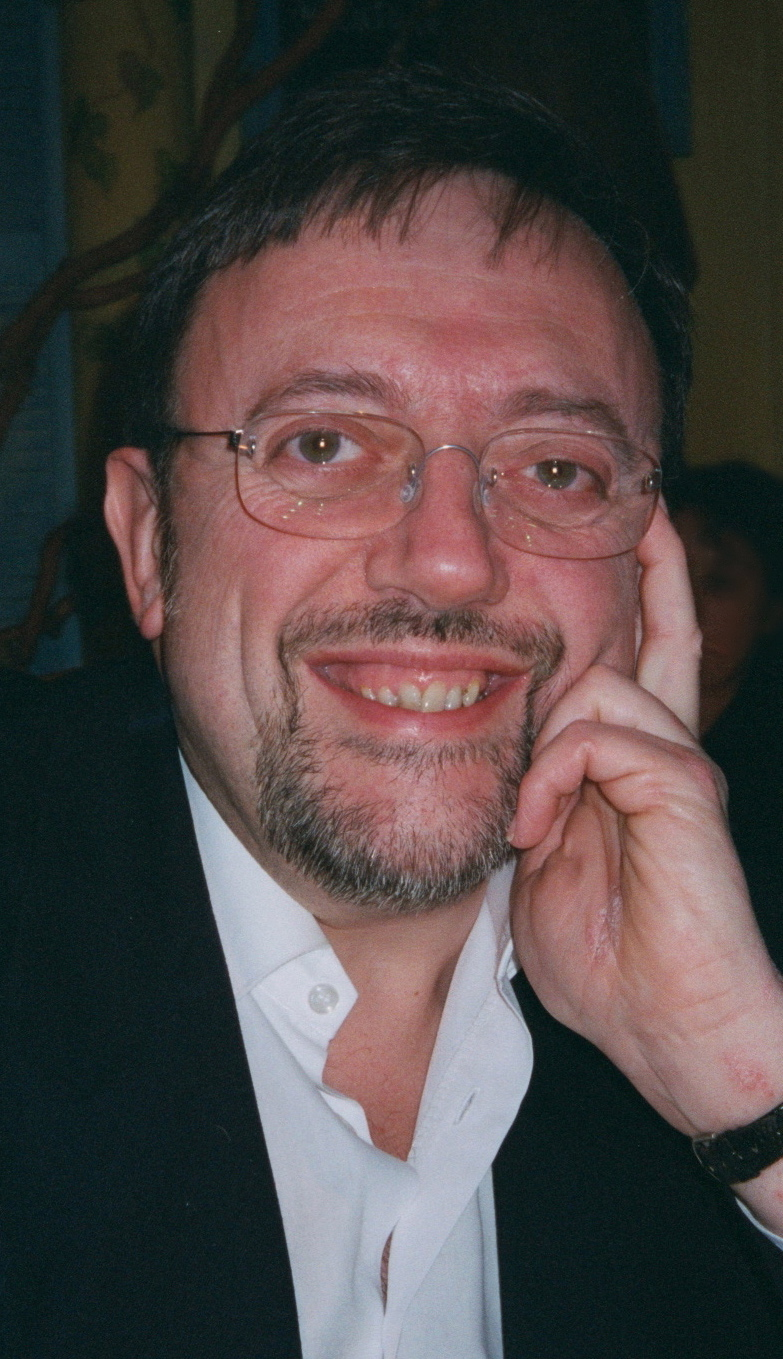
برایان دیوید سیبلی، نویسندهٔ اهل انگلیس - ۲۰۰۶

برایان دیوید سیبلی (زاده ۱۴ ژوئیه ۱۹۴۹) نویسنده اهل انگلستان است. او نویسنده بیش از ۱۰۰ ساعت نمایش رادیویی است و صدها مستند رادیویی، ویژه و برنامه هفتگی نوشته و ارائه کرده است. او به طور گسترده ای به عنوان نویسنده پشت‌صحنه بسیاری از اقتباس‌های سینمایی از جمله مجموعه فیلم‌های هری پاتر و سه‌گانه ارباب حلقه‌ها و هابیت شناخته می‌شود.